# Thisted (stacja kolejowa)
Thisted - stacja kolejowa w Thisted, w Danii. Znajdują się tu 2 perony.